# Darren Sherkat
Darren E. Sherkat (nacido el 31 de diciembre de 1965) es un sociólogo estadounidense y profesor en el departamento de sociología de la Universidad del Sur de Illinois en Carbondale (SIU Carbondale).

## Educación
Sherkat recibió su licenciatura en sociología en 1987 de la Universidad de Tulsa, y su maestría y doctorado. de la Universidad de Duke en 1989 y 1991, respectivamente.

## Carrera
En 1991, Sherkat se unió a la facultad de la Universidad de Vanderbilt como profesor asistente de sociología. Se convirtió en profesor asociado allí en 1996 y siguió siéndolo hasta que dejó Vanderbilt por SIU Carbondale en 2001, donde nuevamente se convirtió en profesor asociado de sociología. De 2002 a 2005, fue director de estudios de posgrado en el departamento de sociología de SIU Carbondale y, en 2004, se convirtió en profesor titular allí.

## Investigación
En el campo de la sociología, Sherkat es conocido por estudiar temas relacionados con la religión, así como los relacionados con la familia y la política. Los temas específicos relacionados con la religión que ha estudiado incluyen los no afiliados, los factores que llevan a las iglesias a tener éxito o no, la popularidad de la música clásica entre los Baby Boomers, y el papel de la religión en influir en la elección de los estudiantes sobre qué universidad asistir.

## Vida personal
Sherkat es un ateo declarado.